# Roberto Barbi
Pour les articles homonymes, voir Barbi.
Roberto Barbi, né le 25 mars 1965 à Lucques (Italie), est un coureur de fond  italien, originaire de Bagni di Lucca (Toscane), spécialisé dans le marathon.
Il est interdit de sport à vie en 2009, après son deuxième EPO positif.

## Biographie
Il termine vingtième dans l'épreuve de marathon aux championnats du monde 1999 et 37e aux championnats du monde de semi-marathon 1999. Il  participe également aux Championnats du monde 2001, mais est disqualifié.
Son meilleur temps personnel au marathon est de 2:10:12 heures, réalisé en octobre 2000 à Venise, alors qu'au semi-marathon, il a réalisé le temps de 1:02:09 heures  en avril 1999 à Milan.

## Dopage
En 1996, Barbi est testé positif à l'éphédrine et se voit interdire de concourir pendant trois mois,
En 2001, il est testé positif à l'EPO dans un échantillon prélevé le 30 juillet, le jour où il est arrivé à Edmonton pour les championnats du monde d'athlétisme 2001. Son résultat du marathon aux championnats du monde d'athlétisme est annulé et il reçoit une suspension de quatre ans. L'interdiction et ensuite réduite à 25 mois, après avoir coopéré avec les autorités antidopage et la police italiennes, en donnant des informations détaillées sur son dopage. Il admet avoir utilisé l'OEB depuis 1998.
En 2008, il est testé positif à l'EPO et à l'éphédrine. L'échantillon a été délivré le 20 juillet 2008 lors d'un test en compétition à Mende, en Lozère et il écope d'une suspension à vie.

## Historique des disqualifications
Barbi, bien qu'ayant été disqualifié à plusieurs reprises, a violé à plusieurs reprises les termes de sa disqualification en participant à des compétitions de course.
- 1998 : 4 mois pour l'éphédrine[7].
- 2001 : 4 ans jusqu'au 31 août 2005 (il aura 40 ans)
- 2009 : disqualification à vie
- 2009 : disqualification réduite jusqu'au 9 mars 2024 (il aura 59 ans)
- 2018 : 8 ans jusqu'au 29 juillet 2032 (il aura 67 ans)[8]
- 2020 : 15 ans jusqu'au 28 juillet 2047 (il aura 82 ans)